# Harleya
Harleya is een geslacht van kreeftachtigen uit de klasse van de Ostracoda (mosselkreeftjes).

## Soorten
- Harleya ansoni (Whatley, Moguilevsky, Ramos & Coxill, 1998)
- Harleya davidsoni Jellinek & Swanson, 2003